# Ardiosteres dryophracta
Ardiosteres dryophracta är en fjärilsart som beskrevs av Edward Meyrick 1917. Ardiosteres dryophracta ingår i släktet Ardiosteres och familjen säckspinnare. Inga underarter finns listade i Catalogue of Life.